# Mikhail Yakushin
Mikhaïl Iossifovitch Yakushin (en russe : Михаил Иосифович Якушин), aussi orthographié Iakouchine, né le 15 novembre 1910 à Moscou et mort le 3 février 1997 à Moscou, est un footballeur et entraîneur soviétique ayant été sélectionneur de l'équipe nationale soviétique.

## Biographie
Yakushin commence sa carrière en jouant dans des petits clubs soviétiques. Il commence à jouer à partir de 1933 avec le Dynamo Moscou et va remporter trois championnats et une coupe d'URSS avec cette équipe avant de prendre sa retraite en 1944, après douze saisons à Moscou. 
Immédiatement après, il devient entraîneur du Dynamo et ses résultats sont impressionnants. Il remporte deux autres éditions du championnat national. En 1953, après le départ de Mikhaïl Semichastny, il reprend le poste d'entraîneur de Moscou. Dans les années 1950, Moscou écrase le football soviétique, remportant quatre titres de champion en dix ans. En 1959, Yakushin, alors qu'il est encore entraîneur de Moscou, entraîne l'équipe nationale de l'Union soviétique, mais il ne reste pas longtemps à ce poste et le cède à Nikita Simonian. Moscou remporte l'ensemble de ses titres dans les années 1940 et 1950 avec Yakushin comme entraîneur.
Il quitte Moscou en 1960. Il entraîne le Pakhtakor Tachkent à partir de 1965, mais n'y reste que deux saisons. Après cela, il se fait confier, pour la seconde fois, l'équipe soviétique. Yakushin emmène les siens en demi-finale de l'Euro 1968, mais l'URSS perd sa demi-finale et son match pour la troisième place.
Il retourne au Pakhtakor avant d'entraîneur le Lokomotiv Moscou, qui vient de descendre en seconde division, avec l'objectif de remonter rapidement. Mais après la troisième place en championnat et l'élimination dès les premiers tours en coupe, Yakushin doit quitter son poste.

## Statistiques
| Saison                | Club                  | Championnat           | Championnat | Championnat | Coupe(s) nationale(s) | Coupe(s) nationale(s) | Total | Total |
| Saison                | Club                  | Division              | M.          | B.          | M.                    | B.                    | M.    | B.    |
| 1936                  | Dynamo Moscou         | D1                    | 12          | 5           | 1                     | 0                     | 13    | 5     |
| 1937                  | Dynamo Moscou         | D1                    | 16          | 6           | 7                     | 2                     | 23    | 8     |
| 1938                  | Dynamo Moscou         | D1                    | 23          | 12          | 1                     | 0                     | 24    | 12    |
| 1939                  | Dynamo Moscou         | D1                    | 20          | 10          | 1                     | 0                     | 21    | 10    |
| 1940                  | Dynamo Moscou         | D1                    | 17          | 8           | -                     | -                     | 17    | 8     |
| 1941                  | Dynamo Moscou         | D1                    | 7           | 3           | -                     | -                     | 7     | 3     |
| 1944                  | Dynamo Moscou         | -                     | -           | -           | 1                     | 0                     | 1     | 0     |
| Total sur la carrière | Total sur la carrière | Total sur la carrière | 95          | 44          | 11                    | 2                     | 106   | 46    |

## Palmarès

### Palmarès de joueur
Dynamo Moscou
- Champion d'Union soviétique au printemps 1936, en 1937 et en 1940.
- Vainqueur de la Coupe d'Union soviétique en 1937.

### Palmarès d'entraîneur
Dynamo Moscou
- Champion d'Union soviétique en 1945, 1949, 1954, 1955, 1957 et 1959.
- Vainqueur de la Coupe d'Union soviétique en 1953.